# Peter Palitzsch

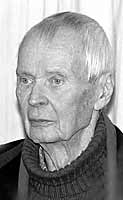
Peter Palitzsch (2004)

Peter Palitzsch (* 11. September 1918 in Deutmannsdorf bei Löwenberg in Schlesien; † 18. Dezember 2004 in Havelberg) war ein deutscher Theaterregisseur.

## Leben und Werk

### Jugend und Wirken in der DDR
Palitzsch wuchs in Dresden auf, wo er das Gymnasium absolvierte, eine Ausbildung zum Werbegraphiker (Fachschule) abschloss und dann mit seinem Bruder Hans Heinrich Palitzsch eine Werbeagentur betrieb.
Nach fünfjährigem Kriegsdienst und kurzer Kriegsgefangenschaft kehrte er nach Dresden zurück. Hier gehörte er zu den Mitbegründern des Roten Kreuzes in Dresden. Seine Bühnenlaufbahn begann er als Dramaturg an der Dresdner Volksbühne.
Bertolt Brecht holte ihn 1949 als Dramaturg und Mitarbeiter an sein neu gegründetes Berliner Ensemble. Da das Ensemble zu diesem Zeitpunkt noch nicht über ein eigenes Haus verfügte, spielten sie auf verschiedenen Bühnen Berlins. Erst 1954 konnten sie in das Haus des Theaters am Schiffbauerdamm einziehen. Nach einem Entwurf von Peter Palitzsch wurde das bis heute bekannte Signet des Berliner Ensembles (BE) angefertigt und auf der Turmspitze montiert. 1955 stellte er das erste Theaterstück als Regisseur „Der große Tag des Gelehrten Wu“ vor. Im darauffolgenden Jahr debütierte er mit seiner ersten Inszenierung, dem Stück von Synges Der Held der westlichen Welt (Titelrolle: Heinz Schubert). Eine Reihe gemeinsamer Inszenierungen mit Manfred Wekwerth folgten. Nachdem Brecht am 18. August 1956 gestorben war, begann Peter Palitzsch auch an anderen deutschen Theatern zu arbeiten. Bei seinen Inszenierungen bewegte er sich immer auf der Wegstrecke von Konstantin S. Stanislawski (1863–1938), dem sowjetischen Theaterreformer, auf Brecht zu, ohne dieses Ziel jemals zu erreichen. Es folgte dann im Mai 1957 Wischnewskis Optimistische Tragödie. Für die Uraufführung von Brechts Der aufhaltsame Aufstieg des Arturo Ui am Staatstheater Stuttgart im November 1958 mit Wolfgang Kieling in der Titelrolle zeichnete Peter Palitzsch jedoch allein verantwortlich. Die Aufführung dieses Stückes am Berliner Ensemble von 1959 mit Hauptdarsteller Ekkehard Schall gilt demgegenüber wieder als gemeinschaftliche Inszenierung (obwohl Wekwerth Palitzsch auf seiner Website in diesem Zusammenhang ebenso wenig erwähnt wie die Stuttgarter Uraufführung). Die Berliner Aufführung des Arturo Ui, für die Wekwerth 1959 den Nationalpreis der DDR erhielt, wurde 1960 mit außerordentlichem Erfolg auch in Paris gezeigt und dort mit dem Preis des Theaters der Nationen und dem Großen Preis der Pariser Theater- und Musikkritik ausgezeichnet. Damit war Peter Palitzsch der internationale Durchbruch gelungen. Das Stück blieb mit dem Hauptdarsteller Ekkehard Schall 15 Jahre im Spielplan des Berliner Ensembles und erlebte 532 Aufführungen.
1960/61 verfilmten Manfred Wekwerth und Peter Palitzsch gemeinsam bei der DEFA Mutter Courage und ihre Kinder mit Helene Weigel, Angelika Hurwicz, Regine Lutz, Ernst Busch, Wolf Kaiser, Ekkehard Schall, Heinz Schubert. Der Film erhielt den Sonderpreis der Jury zum Filmfestival Locarno im Juni 1961.

### Verbleib im Westen
Nachdem Peter Palitzsch als Repräsentant authentischer Brecht-Interpretationen in Stuttgart das Leben Eduards II., in Wuppertal Mann ist Mann und in Ulm Der kaukasische Kreidekreis sowie Der gute Mensch von Sezuan inszeniert hatte, brachte er dort am 1. September 1961 die westdeutsche Erstaufführung von Brechts Der Prozess der Jeanne d’Arc zu Rouen 1431 (nach einem Hörspiel von Anna Seghers) heraus. Dem Beispiel anderer Theater, nach der Errichtung der Berliner Mauer am 13. August 1961 auf die Aufführung von Brecht-Stücken zu verzichten, hatte man sich in Ulm nicht anschließen mögen, und Peter Palitzsch war dafür von den Zeitungen Die Welt und Bild scharf kritisiert worden. Es kam sogar zu Bombendrohungen. Nach der Premiere, die jedoch ungestört verlief, ließ Palitzsch durch den Ulmer Intendanten Kurt Hübner erklären, er werde nicht in die DDR zurückkehren.
Noch im selben Jahr inszenierte er in Oslo Der kaukasische Kreidekreis mit der noch unbekannten Liv Ullmann, dann 1962 Dantons Tod am Staatstheater Stuttgart sowie in Köln 1964 Mutter Courage (mit Ursula von Reibnitz) und 1966 Herr Puntila und sein Knecht Matti (mit Hanns Ernst Jäger und Traugott Buhre). Seine Inszenierung von Martin Walsers Der schwarze Schwan in Stuttgart wurde 1965 zum Berliner Theatertreffen eingeladen. 1967 führte er Regie bei einer Fernsehadaption von Der Prozess der Jeanne d’Arc zu Rouen 1431 für den WDR. Von enormer Bedeutung bei dieser neuen Wegstrecke seines künstlerischen Schaffens war, dass er sein Spektrum um solche klassischen Autoren wie Samuel Beckett, Seán O’Casey, Harold Pinter, William Shakespeare und bei der Gegenwartsdramatik vor allem mit Peter Turrini und Martin Walser erweitert hatte.
Als besondere Klassiker aus diesen Jahren gelten seine Inszenierungen 1962 Dantons Tod in Stuttgart von Georg Büchner, Bert Brechts Mutter Courage 1964 in Köln und Herr Puntila und sein Knecht Matti, das im Mai 1966 Premiere hatte. Die Inszenierung des Stückes Der schwarze Schwan von Martin Walser mit dem Stuttgarter Ensemble von 1965 wurde zum Berliner Theatertreffen eingeladen. Neben den Arbeiten für die Bühne führte er noch 1967 Regie bei der Fernsehadaption von Brechts Stück Der Prozess der Jeanne d’Arc zu Rouen 1431 für den Westdeutschen Rundfunk.

### Stuttgarter und Frankfurter Zeit
Ab 1. Januar 1966 war Peter Palitzsch Schauspieldirektor am Staatstheater Stuttgart geworden. Seine dortige Produktion Shakespearescher Königsdramen für zwei Abende unter dem Titel Rosenkriege I + II (Heinrich VI., Eduard IV.) wurde 1967 zum Berliner Theatertreffen eingeladen. Gemäß seiner Arbeitsweise, mit den Augen von heute auf die alten Konflikte zu schauen, um das unentwegt Weiterwirkende herauszuarbeiten, interpretierte er Shakespeare. Die Neufassung der shakespearschen Königsdramen schuf er mit Jörg Wehmann, der von 1966 bis 1972 Chefdramaturg der Württembergischen Staatstheater Stuttgart war. Und die Kritiker feierten das als „zeitgemäße Aneignung der Königsdramen“. Dieselbe Anerkennung einer Einladung nach Berlin erfuhr 1968 seine Inszenierung der Marija von Isaac Babel, 1969 die der Uraufführung des Toller von Tankred Dorst und 1970 die von Diese Geschichte von Ihnen von John Hopkins. Die Bühnenbilder stammten jeweils von Wilfried Minks. 1972 wurde eine weitere Stuttgarter Inszenierung Palitzschs nach Berlin eingeladen: Warten auf Godot mit Gerhard Just und Peter Roggisch. Sein besonderes Verdienst war hier, dass er dieses Haus in Stuttgart zu einer der ersten Bühnen Deutschlands formte. Die genannten Stücke wurden internationale Sensationen, fanden Beifall, erhielten aber auch Ablehnungen und lösten zahlreiche öffentliche Diskussionen aus. „Theater muss die Welt verändern“ war eine seiner wichtigsten Orientierungen. Im Spätherbst 1967 erntete Peter Palitzsch aber auch heftigen politischen Gegenwind aus den Reihen der CDU, als er das Stück Macbird von Barbara Garson (geb. 1941) zur Erstaufführung brachte. Diese Travestie auf den damaligen USA-Präsidenten Lyndon B. Johnson führte zu heftigen Anfeindungen seiner Person. Im Juni 1972 verabschiedet er sich mit einem heftig umstrittenen Hamlet vom Stuttgarter Publikum.
Peter Palitzsch wechselte nun zum Schauspiel Frankfurt, um dort ein von den Ideen der 68er-Bewegung inspiriertes Mitbestimmungstheater zu verwirklichen. Von seinen dortigen Inszenierungen werden besonders die der Emilia Galotti von 1972, von Frühlings Erwachen, das 1974 zum Berliner Theatertreffen eingeladen wurde, und von Brechts Die Tage der Commune hervorgehoben, die im sogenannten Deutschen Herbst ab 27. September 1977 gespielt wurde, was im Hinblick auf die Entführung Hanns Martin Schleyers durch die „Rote Armee Fraktion“ am 5. September 1977 und seine Ermordung sechs Wochen später Proteste auslöste. Zu Palitzschs besten Inszenierungen werden auch Ibsens Baumeister Solneß von 1978 und Schillers Don Carlos von 1979 gerechnet. Inzwischen hatten die Spannungen zwischen den Beteiligten allerdings so zugenommen, dass Palitzsch das Experiment abbrach und seine Frankfurter Jahre und das Amt des Direktors 1980 beendete.

### Internationale Arbeiten und Auszeichnungen

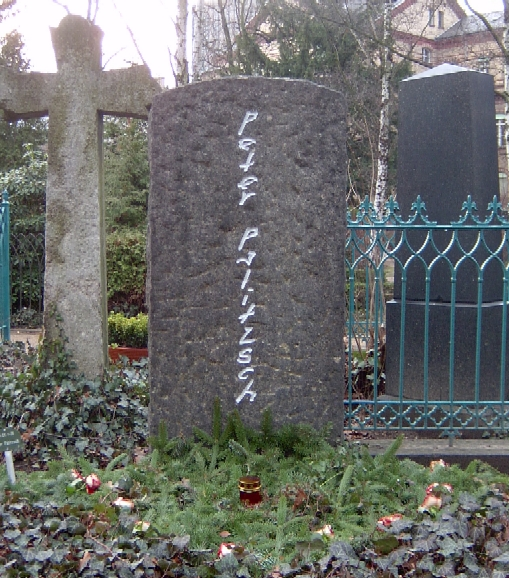
Grab von Peter Palitzsch Dorotheenstädtischer Friedhof

In der folgenden Dekade arbeitete er an verschiedenen westdeutschen Bühnen, außerdem in Wien, wo er zahlreiche Arbeiten am Burgtheater herausbrachte, Zürich, Rio de Janeiro, sowie in Oslo mit Liv Ullmann in Mutter Courage und ihre Kinder. Außerdem spielte er in Hans Neuenfels’ Film Die Familie oder Schroffenstein eine Hauptrolle. Nach dem Fall der Mauer kehrte er 1992 an das Berliner Ensemble zurück, um bis 1995 die Intendanz mit Peter Zadek, Fritz Marquardt, Matthias Langhoff, Eva Mattes (10 Monate) und Heiner Müller zu übernehmen. Zum 100. Geburtstag seines Lehrmeisters Bertolt Brecht inszenierte er 1998 am Berliner Ensemble den musikalischen Abend: Leben will ich, Eure Sonne schnaufen mit dem Schauspieler Volker Spengler, der Sängerin Maria Husmann und dem Musiker und Komponisten Simon Stockhausen. Seine letzte Inszenierung wurde das selbstverfasste Drei kurze Texte (mit tödlichem Ausgang), die 2003 in Luxemburg und Kassel uraufgeführt wurde.
Am 6. September 2004 wurde Palitzsch das Bundesverdienstkreuz 1. Klasse verliehen. 1991 war er bereits mit dem Theaterpreis Berlin ausgezeichnet worden.

### Privates
Palitzsch war ab 1974 mit der mehr als dreißig Jahre jüngeren Tanja von Oertzen († 2020) verheiratet. Ab 1984 lebte er in einer Lebensgemeinschaft mit der Opernsängerin Maria Husmann. Er starb 2004 an Lungenversagen.

## Theater
- 1956: John Millington Synge: Der Held der westlichen Welt – Regie mit Manfred Wekwerth (Berliner Ensemble)
- 1957: Bertolt Brecht: Furcht und Elend des Dritten Reiches – Regie mit Lothar Bellag/Käthe Rülicke/Konrad Swinarski/Carl M. Weber (Berliner Ensemble)
- 1959: Bertolt Brecht: Der aufhaltsame Aufstieg des Arturo Ui – Regie mit Manfred Wekwerth (Berliner Ensemble)
- 1961: Helmut Baierl: Frau Flinz – Regie mit Manfred Wekwerth (Berliner Ensemble)
- 1994: Samuel Beckett: Endspiel (Berliner Ensemble)

## Filmografie
- 1957: Herr Puntila und sein Knecht Matti (Studioaufzeichnung)
- 1971: Sand (Szenarium: Tankred Dorst)
- 1974: Der aufhaltsame Aufstieg des Arturo Ui (Theateraufzeichnung)

## Palitzschs Inszenierungen beim Berliner Theatertreffen
Berliner Theatertreffen:
- Martin Walser, Der schwarze Schwan (Württembergische Staatstheater Stuttgart, 1965)
- William Shakespeare, Heinrich VI. (Württembergische Staatstheater Stuttgart, 1967)
- William Shakespeare, Eduard IV. (Württembergische Staatstheater Stuttgart, 1967)
- Isaak Babel, Marija (Württembergische Staatstheater Stuttgart, 1968)
- Tankred Dorst, Toller (Württembergische Staatstheater Stuttgart, 1969)
- John Hopkins, Diese Geschichte von Ihnen (Württembergische Staatstheater Stuttgart, 1970)
- Samuel Beckett, Warten auf Godot (Württembergische Staatstheater Stuttgart, 1972)
- Frank Wedekind, Frühlings Erwachen (Städtische Bühnen Frankfurt/Main, 1974)